# Cirque des Parois impossibles
Le cirque des Parois impossibles, en anglais Cirque of the Unclimbables, est un cirque naturel composé d'un ensemble de sommets et de parois dans les monts Logan. Il est situé dans la réserve de parc national de Nahanni, dans les Territoires du Nord-Ouest, au Canada, approximativement 500 km à l'ouest de Yellowknife.

## Géographie
Le cirque est situé dans le chaînon Ragged, près du lac Glacier. Ces pics découpés ont été formés lors de la dernière période glaciaire, et sont parmi les plus hauts des Territoires du Nord-Ouest. C'est l'habitat estival des caribous des bois, des chèvres des montagnes Rocheuses et des mouflons de Dall et des ours.

## Histoire

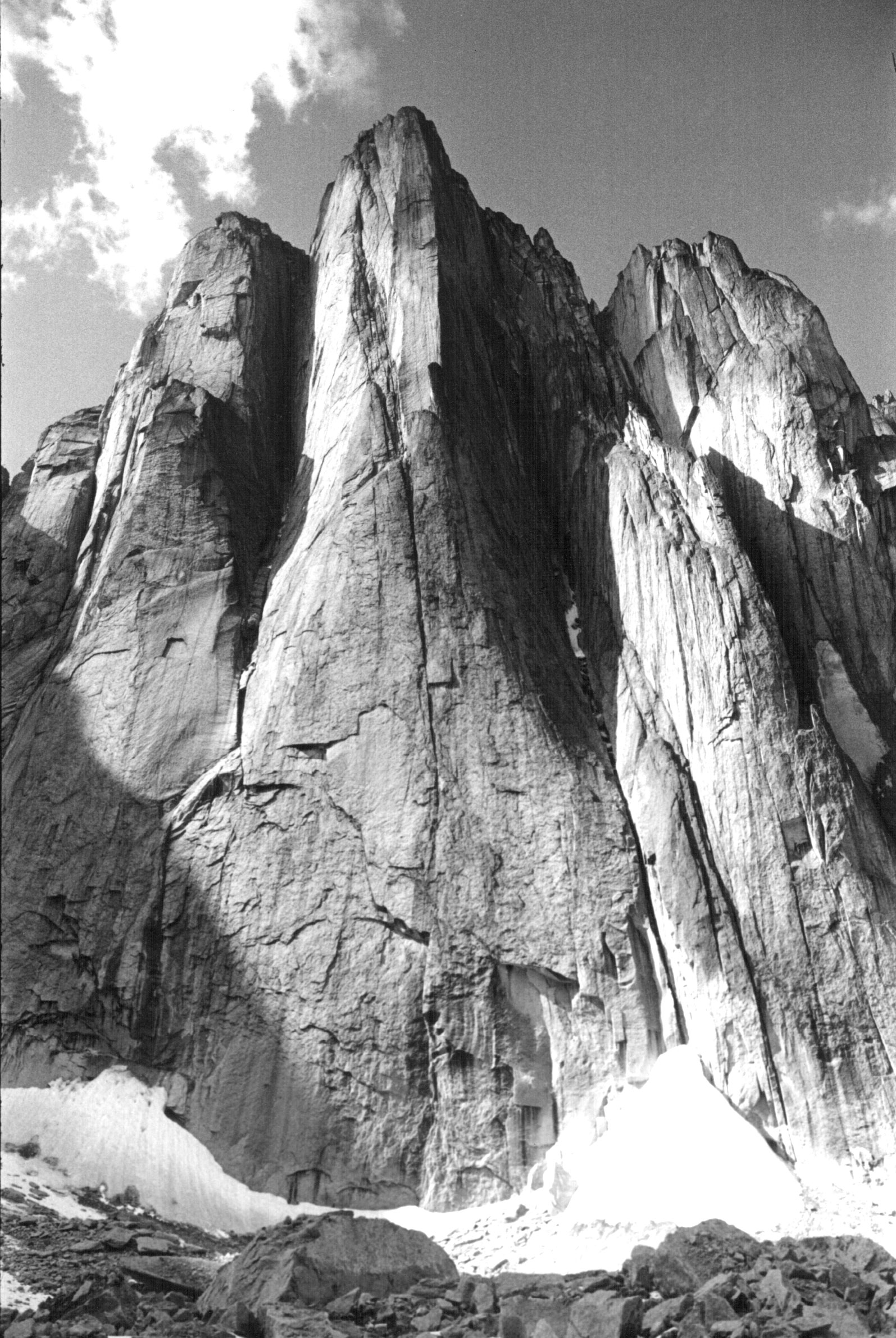
Vue de la tour de la Fleur de Lotus en 1968.

En 1955, l'alpiniste Arnold Wexler découvre une série de falaises isolées dans les monts Logan, qui font maintenant partie de la réserve de parc national de Nahanni. Frustré par ces parois de granite à pic, il a nommé ces pics déchiquetés cirque of the Unclimbables.
Une expédition organisée par Bill Buckingham en 1960 permit d'atteindre les principaux sommets du cirque des Parois impossibles par des itinéraires contournant les parois les plus difficiles. C'est à l'occasion de cette expédition que des noms sont donnés aux principaux sommets. La première ascension des 600 mètres de la face sud-est du mont Proboscis fut réalisée en 1963 par Royal Robbins accompagné de Dick McCracken et des Canadiens Jim McCarthy et Layton Kor,. La première ascension de la tour de la Fleur de Lotus fut réalisée en 1968 par une cordée américaine composée de Harthon « Sandy » Bill, Tom Frost et Jim McCarthy, la seconde ascension étant accomplie par les Français Bernard Amy, Joël Coqueugniot et Patrick Cordier en 1972.
Jacques Collaer, Jacques Ramouillet et Renzo Lorenzi réalisent la première ascension de la face sud-est de la Bustle Tower en 1977 au cours d'une expédition belge dans le cirque,.
À l'été 1981, cinq Belges — Martin Lambert, Marc Debruycker, Martin Babeth, Michel Levêque et Jean-Paul Tohane — se rendent dans le cirque. Ils ouvrent une nouvelle voie au pic Unicorn : le grand Dièdre, d'une longueur de 400 mètres, par Lambert, Debruycker et Tohane. À cinq, ils réalisent la première ascension belge de la Fleur de Lotus en une journée et demi et un bivouac. Un film de 50 minutes est réalisé par Lambert.

## Activités

### Randonnée et escalade
Ces champs de glace isolés et ces parois immenses défient randonneurs, grimpeurs et alpinistes. Le sommet le plus célèbre du cirque, la tour de la Fleur de Lotus (en), apparaît dans Cinquante ascensions classiques en Amérique du Nord (en). À 40 km de là, les Vampire Spires sont des tours granitiques qui défient le cirque lui-même. Le contrefort sud-est, haut de 610 mètres, offre une des plus belles vues sur le cirque. Le mont Proboscis, les aiguilles du Club International et de la Huey centrale sont d'autres objectifs, proposant une escalade de qualité.

### Protection environnementale
Le cirque des Parois impossibles a été inclus dans la réserve de parc national Nahanni en 2009, lors de son agrandissement.